# دوان جاي يونغ
دوان جاي يونغ (بالإنجليزية: Dwan J. Young)‏ هي مبشرة أمريكية، ولدت في 1 مايو 1931.